# Tylophora apiculata
Tylophora apiculata är en oleanderväxtart som beskrevs av Karl Moritz Schumann. Tylophora apiculata ingår i släktet Tylophora och familjen oleanderväxter. Inga underarter finns listade i Catalogue of Life.